# ERAP
ERAP ist eine Investmentgesellschaft des Staates Frankreich mit Sitz in Paris. Sie hat die Rechtsform eines Établissement public à caractère industriel et commercial (EPIC), übersetzt Öffentliche Einrichtung industriellen und kommerziellen Charakters.
ERAP hat drei Hauptaufgaben:
- sie hält für die französische Regierung Beteiligungen von strategischer Bedeutung in den Bereichen Energie, Telekommunikation und Pharmaindustrie,
- sie finanziert staatliche Unternehmensbeteiligungen,
- sie ist fachlicher Berater der Regierung in Fragen der Industriepolitik und wirtschaftspolitischen Strategie.

## Unternehmensleitung
Das Lenkungsgremium von ERAP besteht aus neun Direktoren, die vom französischen Ministerrat berufenen werden. Es besteht aus vier durch Regierungsdekret ernannte fachlich qualifizierte Mitglieder „von außen“ und vier interministerielle „Repräsentanten der Regierung“ (je zwei für das Industrie- und Energieministerium bzw. das Wirtschafts- und Finanzministerium). Immer ein Regierungsrepräsentant und ein Mitglied von außen sind zusammen für einen der vier Bereiche Budget, Finanzierung, Industrie und Energie zuständig. neuntes und oberstes Mitglied ist der/die Vorsitzende, der/die zugleich als CEO fungiert. Derzeitige Vorsitzende von ERAP ist Anne Duthilleul. Sie ist verheiratet mit dem Chef-Architekten der französischen Staatseisenbahnen SNCF, Jean-Marie Duthilleul und wurde in Frankreich bereits in den 1970er Jahren, unter ihrem Geburtsnamen Anne Chopinet, bekannt als eine der sieben ersten weiblichen Studentinnen der École polytechnique.
Die Tätigkeit der ERAP wird überwacht von einem Regierungskommissar („Commissaire du Gouvernement“), der vom Industrieminister bestellt wird, und von einem General-Wirtschafts- und Finanzprüfer der Regierung. Schließlich gibt es noch einen externen Wirtschaftsprüfer (commissaire aux comptes), der derzeit vom Beratungsunternehmen Ernst & Young gestellt wird.
Neben dem Direktorengremium besteht das dreiköpfige Managementteam Anne Duthilleul (CEO), Michel Ferrier (Vize-CEO) und Marie Laure Payen (CFO). Schließlich gibt es noch eine informelle Arbeitsgruppe, die für das Lenkungsgremium die Entwicklungen im Telekommunikationssektor beobachtet und regelmäßige Analysen hierüber erstellt.

## Geschichte
ERAP entstand auf Veranlassung des damaligen Staatspräsidenten Charles de Gaulle – mit der Aufgabe, einen französischen Öl- und Gaskonzern zu formen – am 17. Dezember 1965 durch die Fusion der beiden Staatsunternehmen Régie Autonomie des Pétroles (RAP) und Bureau de Recherches de Pétrole (BRP) zu der staatseigenen Holding Entreprise de recherches et d'activités pétrolières (ERAP), die bald darauf in Elf Aquitaine umbenannt wurde (→ Details hierzu im Artikel Geschichte der Ölförderung Frankreichs). Der Elf-Konzern wurde später privatisiert und fusionierte 2000 mit TotalFina zu TotalFinaElf; heute firmiert er als Total S.A.
Im Zuge der Vorbereitung des Börsengangs der France Télécom 2003 finanzierte ERAP den Erwerb des Mehrheitsanteils des französischen Staates und hält bis heute, eng abgestimmt mit der direkten Beteiligung der französischen Regierung an dem Telekommunikationskonzern, einen Minderheitsanteil.
Im Bereich Rohstoffe war ERAP beteiligt bei der Restrukturierung der IMETAL-Gruppe (heute Imerys), insbesondere bei Privatisierung, Umbau und Akquisitionen der Société Le Nickel (der heutigen Eramet), in deren Verlauf auch der Einstieg beim Nuklearkonzern Cogema erfolgte (mit dem Ziel einen französischen Bergbaukonzern zu schaffen), der später durch Fusionen im Areva-Konzern aufgegangen ist. Mit einem weiteren Projekt zur „Begleitung“ eines Erschließungsprojektes für den Abbau und die Verarbeitung von Nickel auf der zu Frankreich gehörenden Inselgruppe Neukaledonien im Pazifischen Ozeanwurde nicht ERAP direkt, sondern Anne Duthilleul persönlich von der französischen Regierung „auf der Basis gegenseitigen Vertrauens“ (intuitu personae) betraut. ERAP unterstützt jedoch die ERAP-Chefin bei dieser Mission.
Langjähriger Chef der ERAP war der ehemalige französische Verteidigungsminister und Gründer des Auslandsgeheimdiensts DGSS, Pierre Guillaumat, so dass die ERAP dem französischen Nachrichtendienst eine hervorragende Tarnung und immense finanzielle Ressourcen für seine Präsenz in Afrika bot.

## Beteiligungen
- France Télécom (Telekommunikationskonzern): 3,49 % (Stand: 30. Juni 2008); ERAP ist jedoch nicht im Vorstand vertreten
- Areva (Nuklearenergiekonzern): 3,21 % (Stand: 2008); ERAP ist zwar auch nicht im Vorstand der Areva vertreten, die ERAP-Vorsitzende Anne Duthilleul ist jedoch seit 2000 Direktorin der Areva-Tochter Areva NC (der ehemaligen Cogema).